# Puntous
Pour les articles homonymes, voir Puntous (homonymie).
Puntous est une commune française située dans le nord-est du département des Hautes-Pyrénées, en région Occitanie.
Sur le plan historique et culturel, la commune est dans la région gasconne de Magnoac, située sur le plateau de Lannemezan, qui reprend une partie de l’ancien Nébouzan, qui possédait plusieurs enclaves au cœur de la province de Comminges et a évolué dans ses frontières jusqu’à plus ou moins disparaitre. Exposée à un climat océanique altéré, elle est drainée par la Baïse, la Baisole, la Sole, le ruisseau de Pesqué et par un autre cours d'eau. La commune possède un patrimoine naturel remarquable : un site Natura 2000 (« Puydarrieux »), un espace protégé (la « retenue d'eau de Puydarrieux ») et une zone naturelle d'intérêt écologique, faunistique et floristique.
Puntous est une commune rurale qui compte 158 habitants en 2022, après avoir connu un pic de population de 726 habitants en 1851. Ses habitants sont appelés les Puntosais ou  Puntosaises.

## Géographie

### Localisation
La commune de Puntous se trouve dans le département des Hautes-Pyrénées, en région Occitanie.
Elle se situe à 33 km à vol d'oiseau de Tarbes, préfecture du département, et à 8 km de Trie-sur-Baïse, bureau centralisateur du canton des Coteaux dont dépend la commune depuis 2015 pour les élections départementales.
La commune fait en outre partie du bassin de vie de Boulogne-sur-Gesse.
Les communes les plus proches sont : 
Larroque (1,9 km), Hachan (2,3 km), Barthe (2,3 km), Guizerix (2,9 km), Castelnau-Magnoac (3,2 km), Betpouy (3,3 km), Organ (3,4 km), Peyret-Saint-André (3,5 km).
Sur le plan historique et culturel, Puntous fait partie de la région gasconne de Magnoac, située sur le plateau de Lannemezan, qui reprend une partie de l’ancien Nébouzan, qui possédait plusieurs enclaves au cœur de la province de Comminges et a évolué dans ses frontières jusqu’à plus ou moins disparaitre.

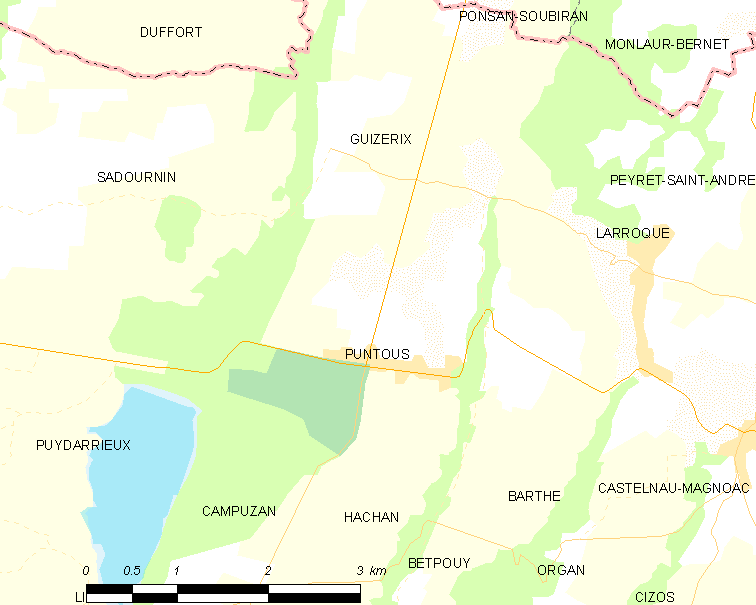
Carte de la commune de Puntous et des proches communes.

| Sadournin (par un quadripoint) | Guizerix |                 |
| Puydarrieux                    | Puntous  | Larroque        |
| Campuzan                       | Hachan   | Barthe, Betpouy |

### Hydrographie

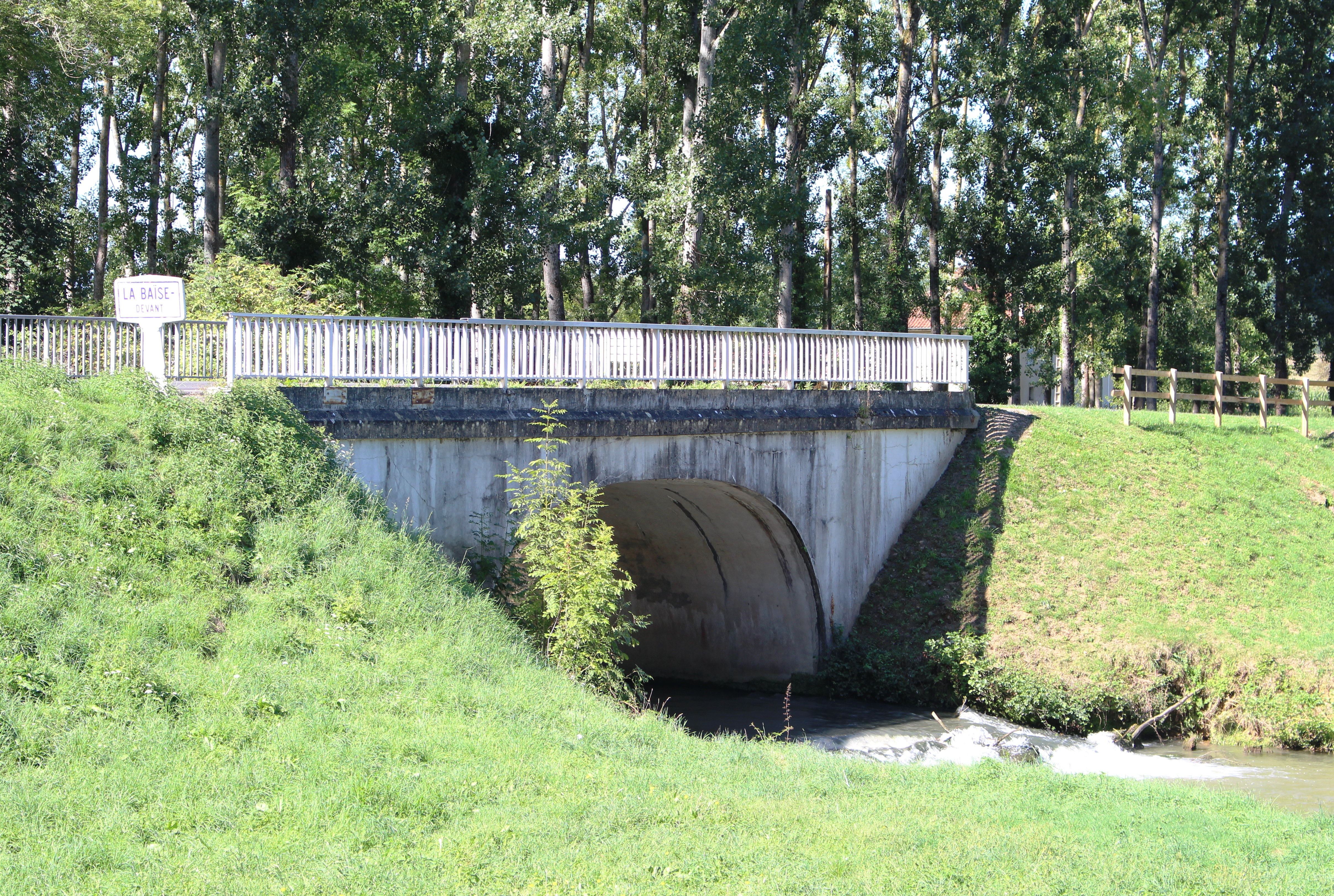
Le pont au-dessus de La Baïse Devant.

La Baïsole, affluent de rive gauche de la Baïse, traverse la commune du sud au nord et forme la limite ouest avec la commune de Puydarrieux.

La Petite Baïse, affluent de rive droite de la Baïse, traverse la commune du sud au nord.

Le Ruisseau de la Garle, affluent de rive droite de la Petite Baïse, qui prend sa source sur la commune, arrose la commune du sud au nord et forme la limite ouest avec la commune de Guizerix.
 
Le Ruisseau de La Sole, affluent de rive droite de la Petite Baïse, arrose la commune du sud au nord et forme la limite nord-est avec la commune de Larroque.

Le Ruisseau Le Pesqués, affluent de rive gauche de la Baïsole, traverse la commune du sud au nord.

Au lieu-dit Moustardes se trouve le moulin de Savoie alimenté par un canal débouchant de la Petite Baïse.

### Climat
Le climat est tempéré de type océanique, en raison de l'influence proche de l'océan Atlantique situé à peu près 150 km plus à l'ouest. La proximité des Pyrénées fait que la commune profite d'un effet de foehn, il peut aussi y neiger en hiver, même si cela reste inhabituel.
| Mois                              | jan.  | fév.  | mars  | avril | mai   | juin  | jui.  | août  | sep.  | oct.  | nov.  | déc.  | année   |
| --------------------------------- | ----- | ----- | ----- | ----- | ----- | ----- | ----- | ----- | ----- | ----- | ----- | ----- | ------- |
| Température minimale moyenne (°C) | 0,6   | 1,3   | 2,7   | 5,2   | 8,3   | 11,6  | 14,1  | 13,9  | 11,7  | 8     | 3,6   | 1,3   | 6,9     |
| Température moyenne (°C)          | 5,3   | 6,1   | 7,8   | 10    | 13,3  | 16,7  | 19,3  | 19    | 17,2  | 13,3  | 8,5   | 5,8   | 11,9    |
| Température maximale moyenne (°C) | 9,9   | 11    | 12,9  | 14,8  | 18,3  | 21,7  | 24,5  | 24    | 22,6  | 18,6  | 13,4  | 10,4  | 16,8    |
| Ensoleillement (h)                | 108,8 | 118,8 | 155,6 | 157,2 | 181,3 | 191,5 | 215,5 | 196,4 | 194,5 | 164,4 | 124,4 | 104,4 | 1 912,8 |
| Précipitations (mm)               | 112,8 | 97,5  | 100,2 | 105,7 | 113,6 | 80,7  | 57,3  | 70,3  | 71    | 85,2  | 93    | 112,1 | 1 099,4 |

### Milieux naturels et biodiversité

#### Espaces protégés
La protection réglementaire est le mode d’intervention le plus fort pour préserver des espaces naturels remarquables et leur biodiversité associée,.
Dans ce cadre, la commune fait partie.
Un  espace protégé est présent sur la commune : 
la « retenue d'eau de Puydarrieux », objet d'un arrêté de protection de biotope, d'une superficie de 268,10 ha.

#### Réseau Natura 2000

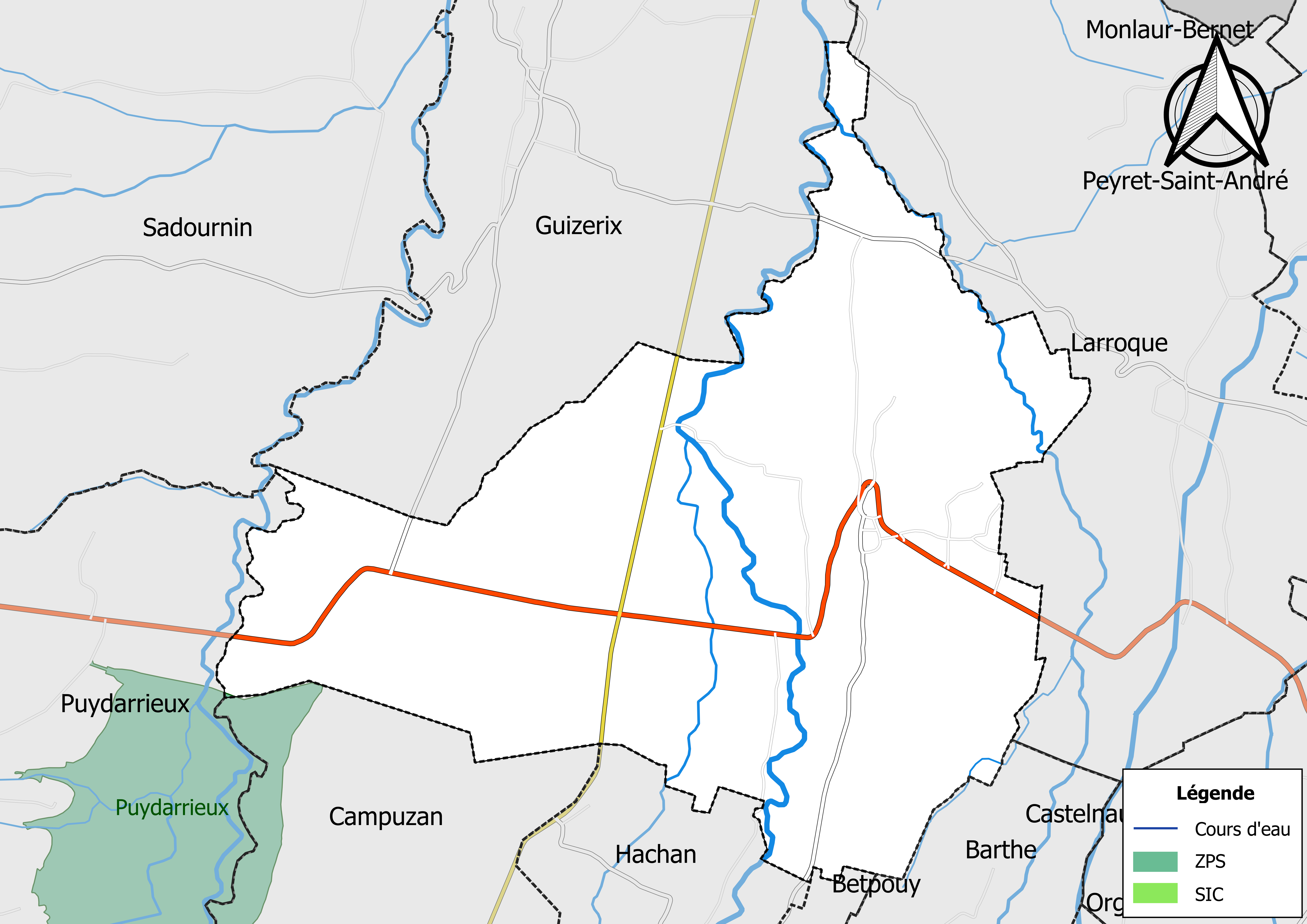
Sites Natura 2000 sur le territoire communal.

Le réseau Natura 2000 est un réseau écologique européen de sites naturels d'intérêt écologique élaboré à partir des directives habitats et oiseaux, constitué de zones spéciales de conservation (ZSC) et de zones de protection spéciale (ZPS).
Un site Natura 2000 a été défini sur la commune au titre  de la directive oiseaux : 0, d'une superficie de 256 ha, une retenue artificielle, créée en 1987 pour l'irrigation des terres agricoles qui constitue l'un des principaux sites pour la migration et l'hivernage des oiseaux d'eau en ex-Midi-Pyrénées.

#### Zones naturelles d'intérêt écologique, faunistique et floristique

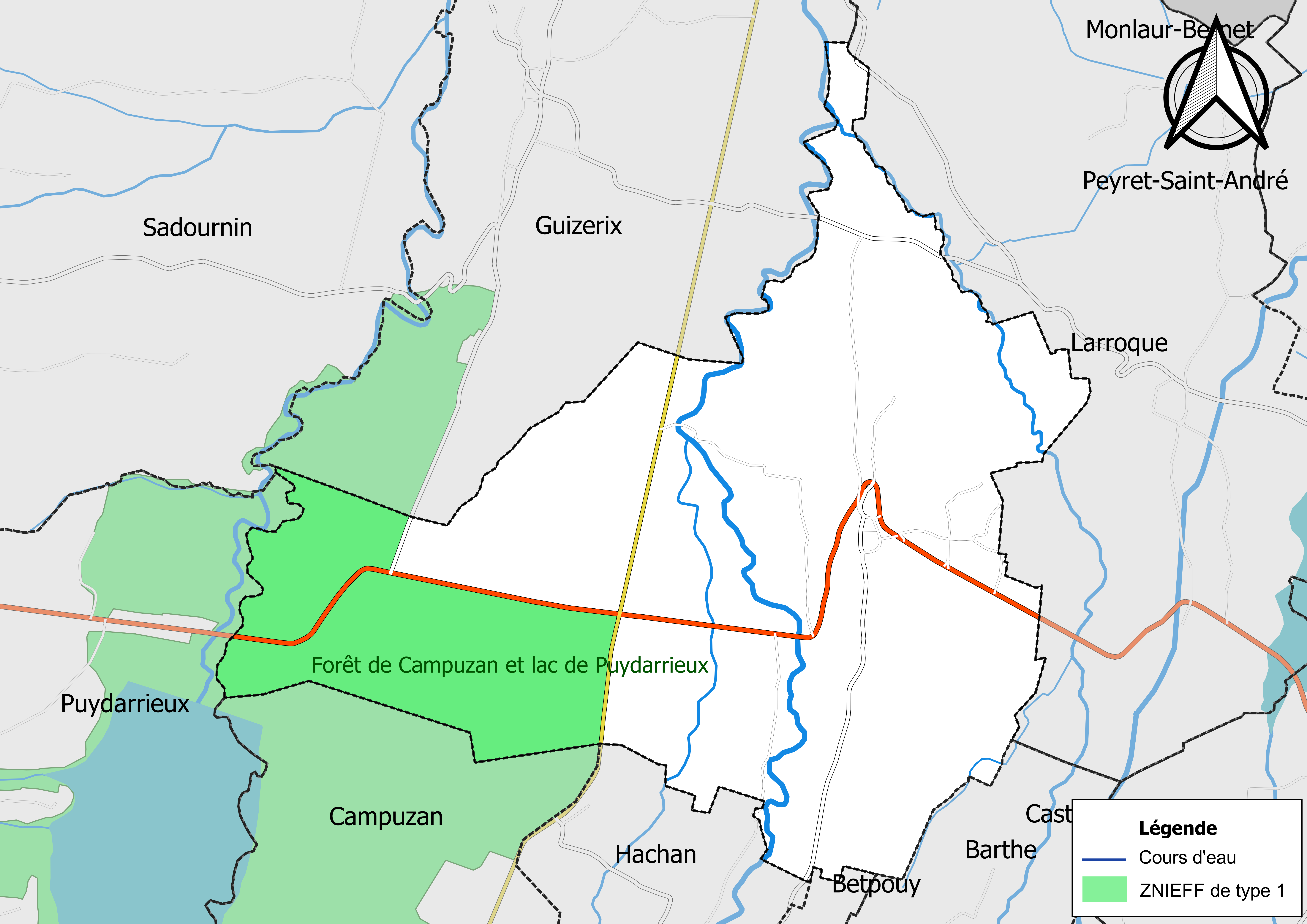
Carte de la ZNIEFF de type 1 localisée sur la commune.

L’inventaire des zones naturelles d'intérêt écologique, faunistique et floristique (ZNIEFF) a pour objectif de réaliser une couverture des zones les plus intéressantes sur le plan écologique, essentiellement dans la perspective d’améliorer la connaissance du patrimoine naturel national et de fournir aux différents décideurs un outil d’aide à la prise en compte de l’environnement dans l’aménagement du territoire.
Une ZNIEFF de type 1 est recensée sur la commune :
la « forêt de Campuzan et lac de Puydarrieux » (759 ha), couvrant 6 communes du département.

## Urbanisme

### Typologie
Au 1er janvier 2024, Puntous est catégorisée commune rurale à habitat très dispersé, selon la nouvelle grille communale de densité à sept niveaux définie par l'Insee en 2022.
Elle est située hors unité urbaine et hors attraction des villes,.

### Occupation des sols
L'occupation des sols de la commune, telle qu'elle ressort de la base de données européenne d’occupation biophysique des sols Corine Land Cover (CLC), est marquée par l'importance des territoires agricoles (71,2 % en 2018), une proportion identique à celle de 1990 (71,2 %). La répartition détaillée en 2018 est la suivante : 
terres arables (36,5 %), zones agricoles hétérogènes (34,7 %), forêts (25,6 %), zones urbanisées (3,1 %), eaux continentales (0,2 %).
L'IGN met par ailleurs à disposition un outil en ligne permettant de comparer l’évolution dans le temps de l’occupation des sols de la commune (ou de territoires à des échelles différentes). Plusieurs époques sont accessibles sous forme de cartes ou photos aériennes : la carte de Cassini (XVIIIe siècle), la carte d'état-major (1820-1866) et la période actuelle (1950 à aujourd'hui).

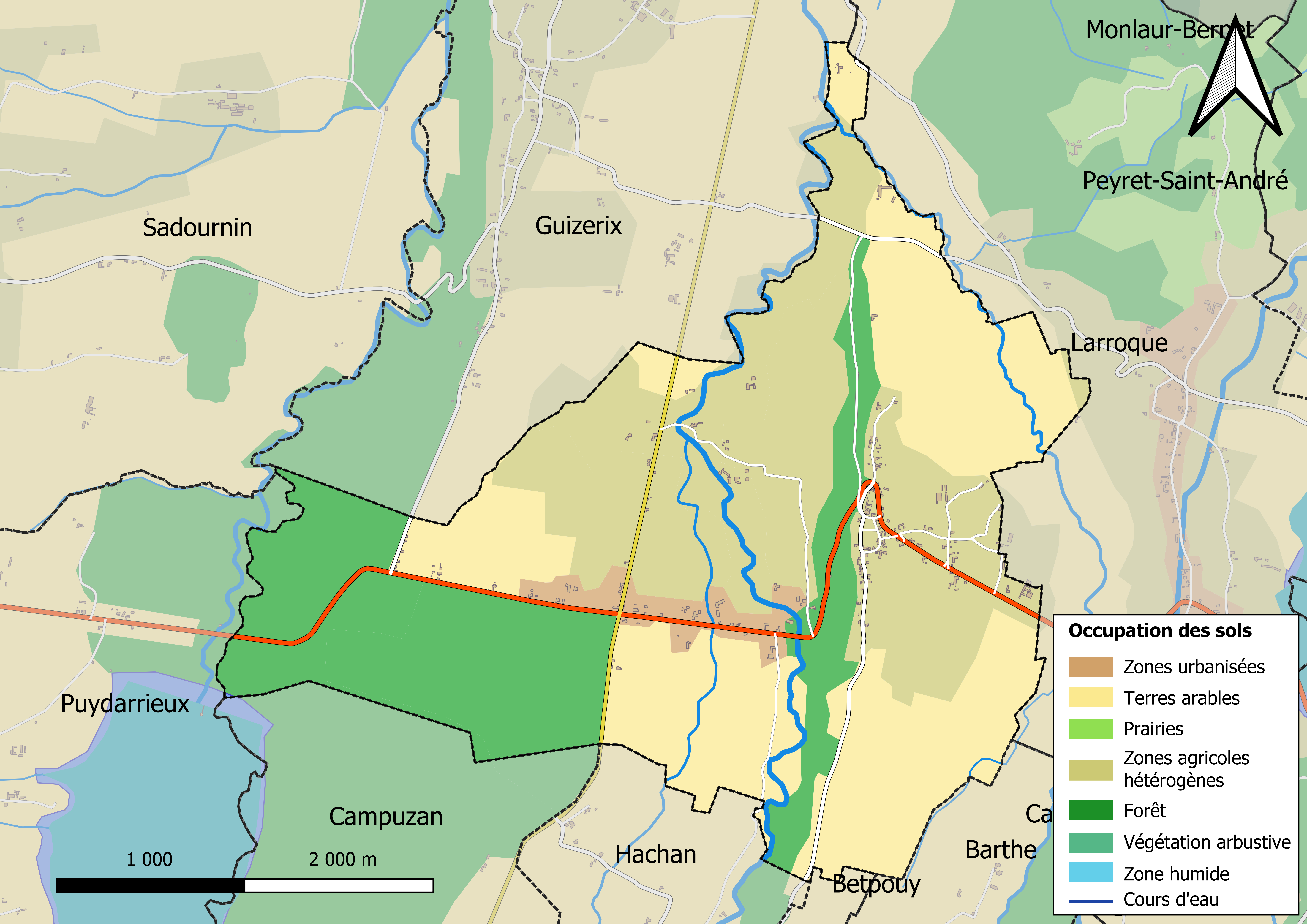
Carte des infrastructures et de l'occupation des sols en 2018 (CLC) de la commune.
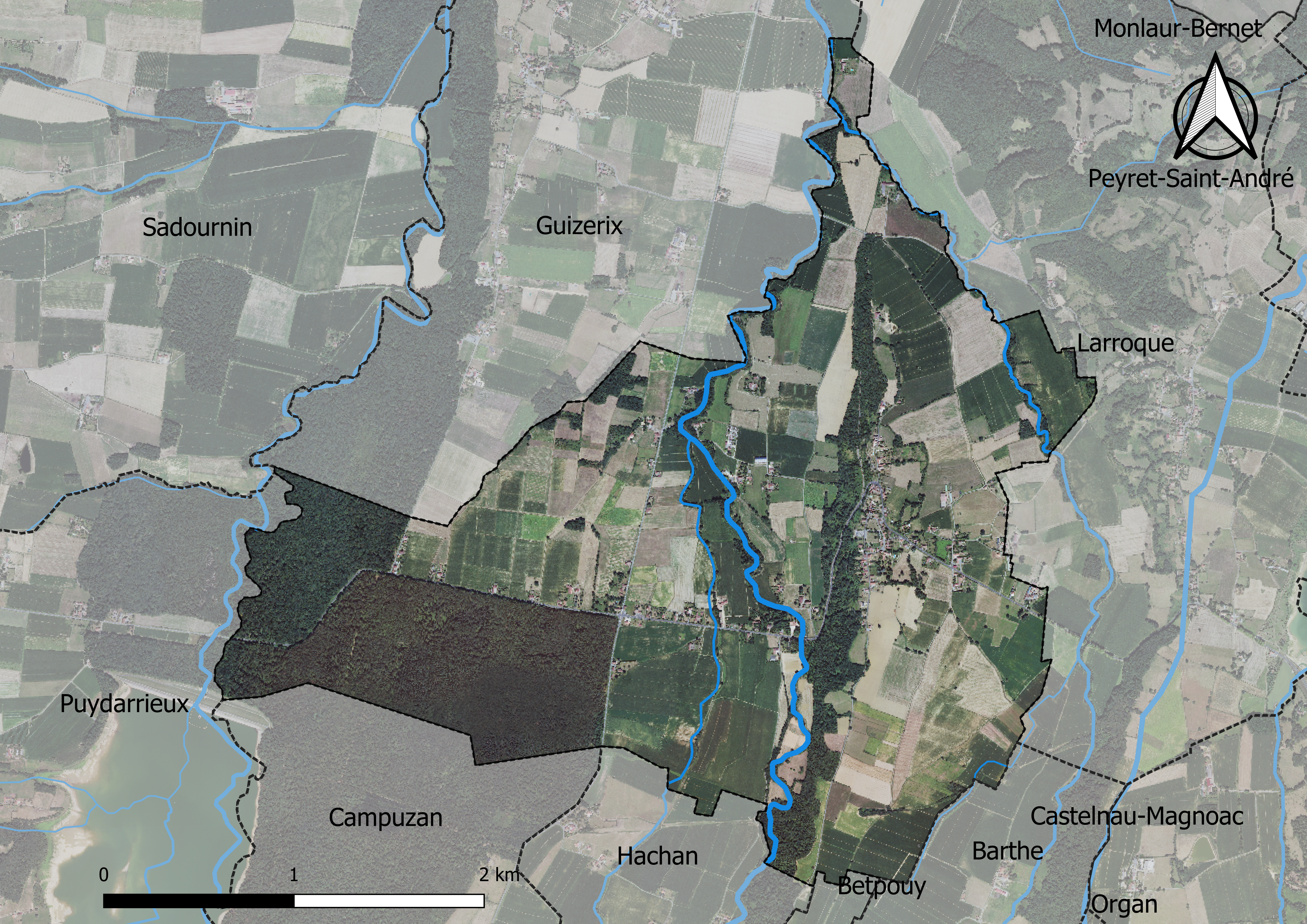
Carte orthophotogrammétrique de la commune.

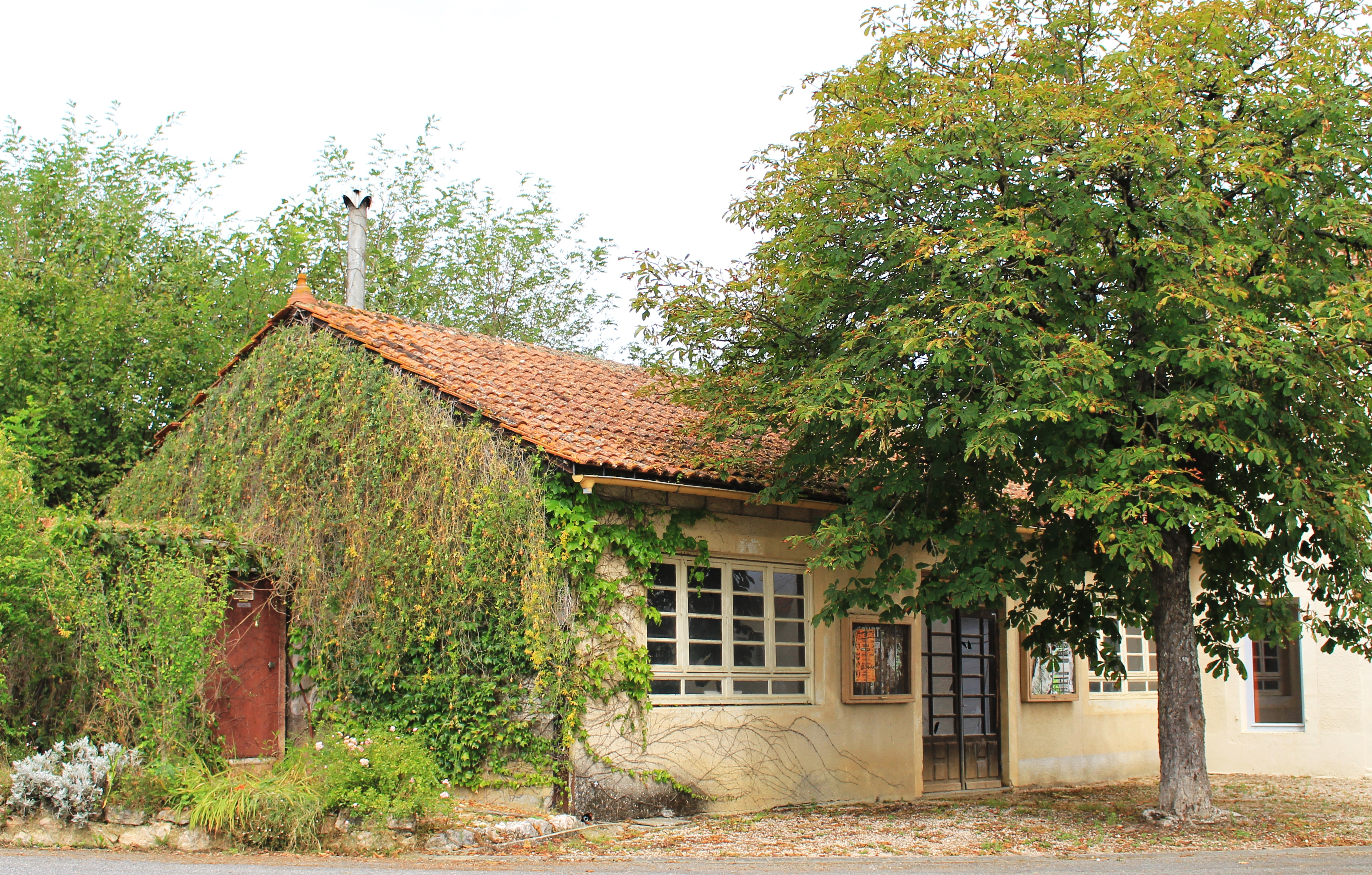
Le foyer rural en 2020

### Logement
En 2012, le nombre total de logements dans la commune est de 127.

Parmi ces logements, 75,1 % sont des résidences principales, 20,2 % des résidences secondaires et 4,7 % des logements vacants.

### Voies de communication et transports
Cette commune est desservie par la route départementale D 632 et par les routes départementales D 9, D 10 et D 23.

## Toponymie

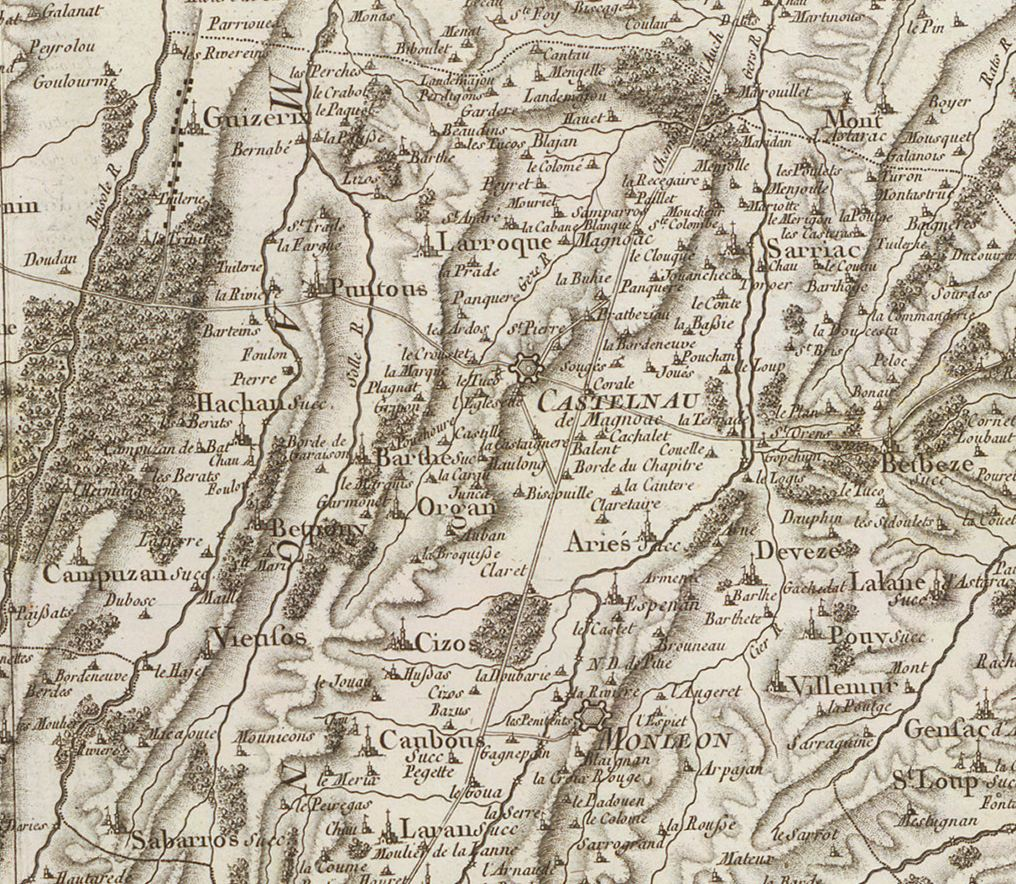
Extrait de la carte de Cassini (entre 1756 et 1789) situant Puntous à l'ouest de Castelnau-Magnoac.

On trouvera les principales informations dans le Dictionnaire toponymique des communes des Hautes-Pyrénées de Michel Grosclaude et Jean-François Le Nail qui rapporte les dénominations historiques du village :
Dénominations historiques :
- Forto Begers de Puntaos (entre 1153 et 1190, cartulaire de Berdoues) ;
- Gillelmus de Puntaos, latin et gascon (ibid.) ;
- Vitalis de Puntos, latin et gascon (1213, ibid.) ;
- Puntaos (1220, cartulaire de Berdoues) ;
- de Punctosio, latin (1383-1384, procuration Auch ; 1405, décime d'Auch) ;
- de Puntonis, de Puntonibus, latin (XVe siècle, taxes Auch) ;
- Puntous (fin XVIIIe siècle, carte de Cassini).

Étymologie : du gascon punta (latin puncta) avec suffixe imprécis. Village situé sur une crête, dans un territoire en pointe.
Nom occitan : Puntós.

## Histoire

### Cadastre napoléonien de Puntous
Le plan cadastral napoléonien de Puntous est consultable sur le site des archives départementales des Hautes-Pyrénées.

## Politique et administration

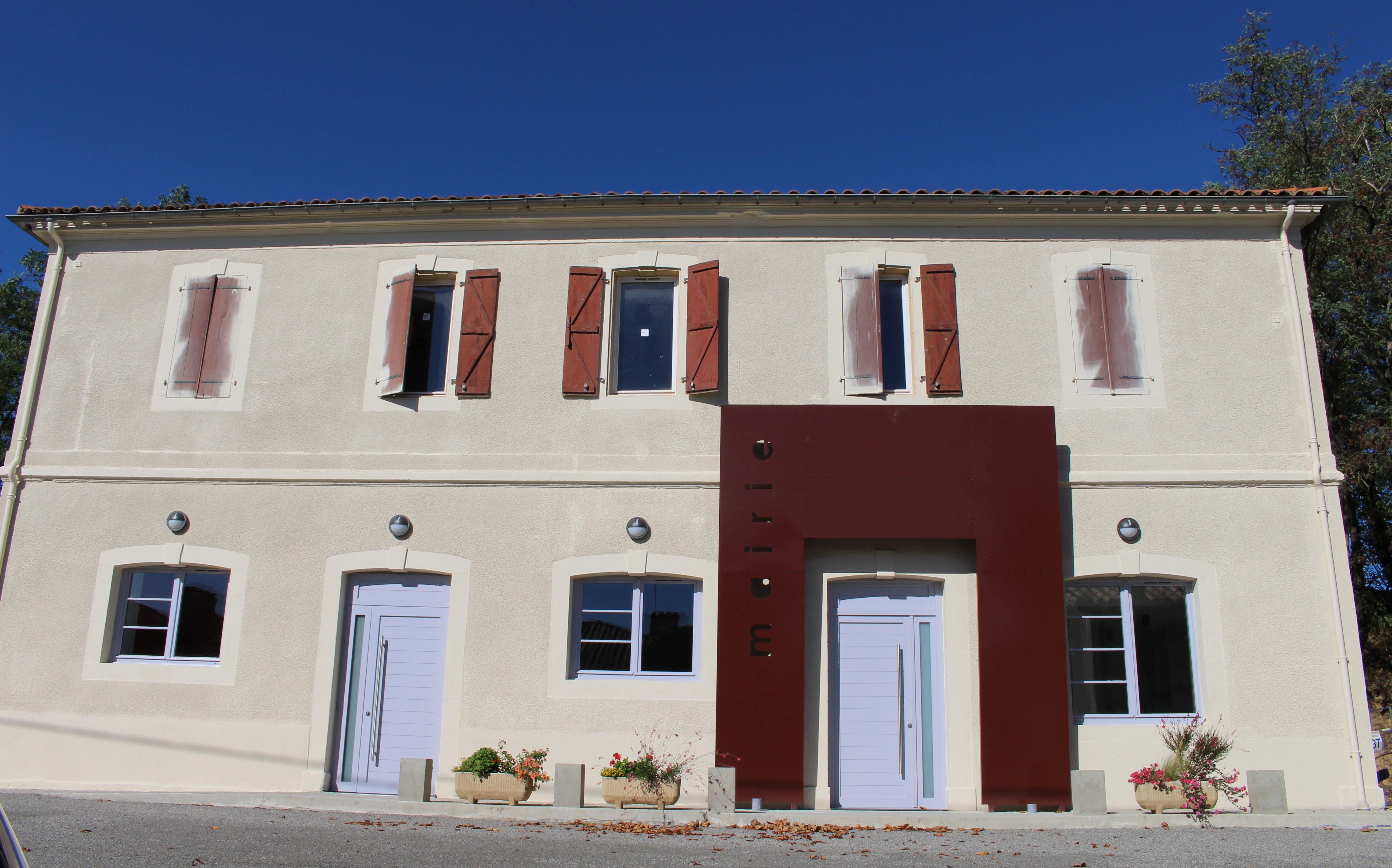
La mairie en 2015.

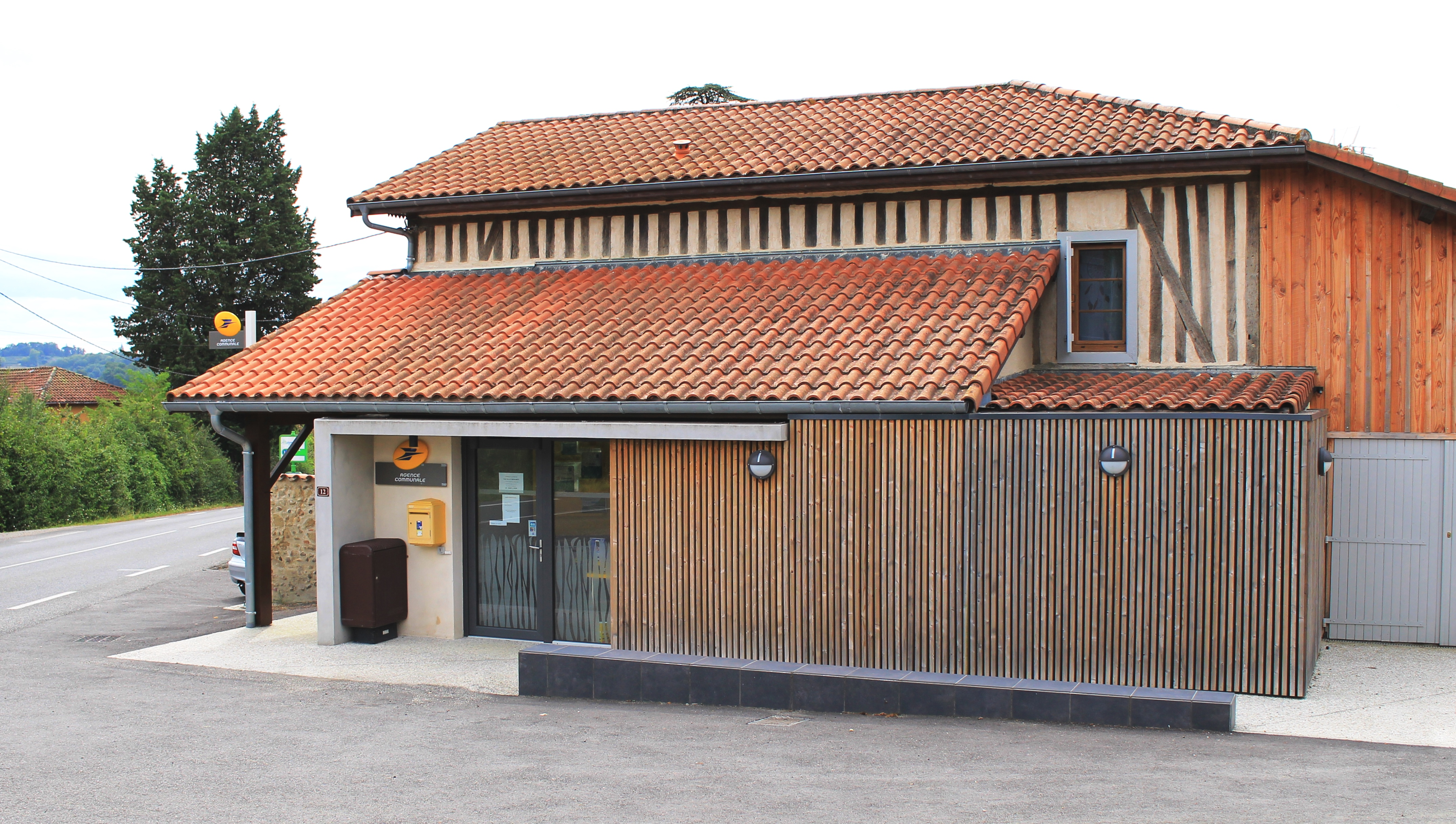
La Poste en 2020.

### Liste des maires
| Période                                  | Période   | Identité      | Étiquette | Qualité |
| ---------------------------------------- | --------- | ------------- | --------- | ------- |
| Les données manquantes sont à compléter. |           |               |           |         |
|                                          |           |               |           |         |
| mars 2001                                | mars 2014 | Henri Bourrel |           |         |
| mars 2014                                | En cours  | Éric Duffo    |           |         |

### Rattachements administratifs et électoraux

#### Historique administratif
Sénéchaussée d'Auch, pays des Quatre-Vallées, vallée de Magnoac, canton de Castelnau-Magnoac (depuis 1790).

#### Intercommunalité
Puntous appartient à la communauté de communes du Pays de Trie et du Magnoac créée en janvier 2017 et qui réunit 50 communes.
La commune est également membre du SIVOM de Saint-Gaudens Montréjeau Aspet Magnoac.

### Services publics
La commune de Puntous dispose d'une agence postale.

## Population et société

### Démographie

#### Évolution démographique

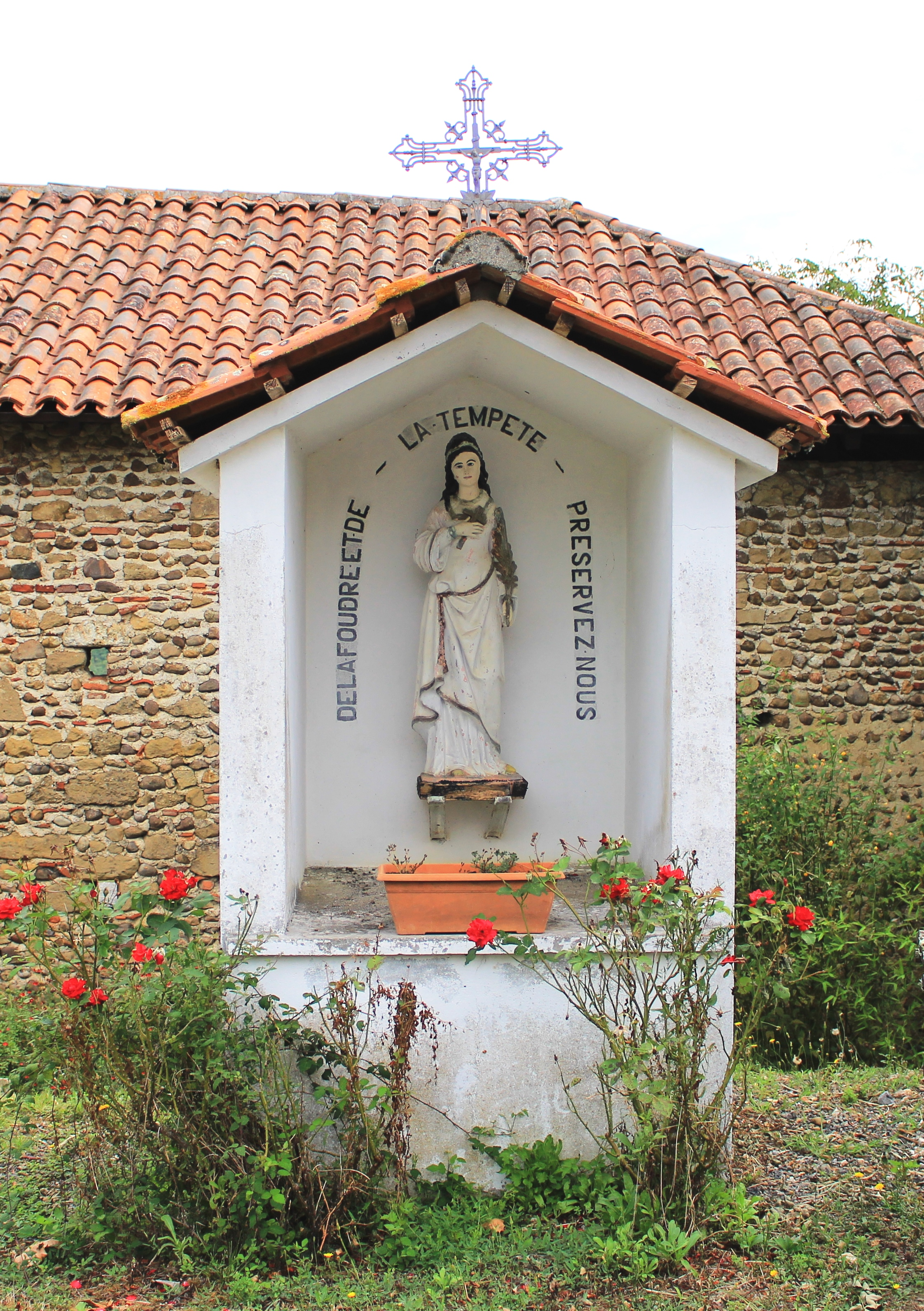
L'oratoire.

| 1793 | 1800 | 1806 | 1821 | 1831 | 1836 | 1841 | 1846 | 1851 |
| ---- | ---- | ---- | ---- | ---- | ---- | ---- | ---- | ---- |
| 512  | 514  | 574  | 610  | 682  | 686  | 700  | 705  | 726  |

| 1856 | 1861 | 1866 | 1872 | 1876 | 1881 | 1886 | 1891 | 1896 |
| ---- | ---- | ---- | ---- | ---- | ---- | ---- | ---- | ---- |
| 711  | 688  | 700  | 700  | 680  | 628  | 609  | 556  | 561  |

| 1901 | 1906 | 1911 | 1921 | 1926 | 1931 | 1936 | 1946 | 1954 |
| ---- | ---- | ---- | ---- | ---- | ---- | ---- | ---- | ---- |
| 541  | 548  | 562  | 450  | 416  | 416  | 375  | 330  | 304  |

| 1962 | 1968 | 1975 | 1982 | 1990 | 1999 | 2004 | 2006 | 2009 |
| ---- | ---- | ---- | ---- | ---- | ---- | ---- | ---- | ---- |
| 291  | 245  | 232  | 205  | 192  | 199  | 206  | 212  | 208  |

| 2014 | 2019 | 2022 | - | - | - | - | - | - |
| ---- | ---- | ---- | - | - | - | - | - | - |
| 191  | 165  | 158  | - | - | - | - | - | - |

### Enseignement
La commune dépend de l'académie de Toulouse. Elle ne dispose plus d'école en 2016.

## Économie

### Revenus
En 2018, la commune compte 81 ménages fiscaux, regroupant 163 personnes. La médiane du revenu disponible par unité de consommation est de 22 190 € (20 420 € dans le département).

### Emploi
|                | 2008  | 2013  | 2018   |
| -------------- | ----- | ----- | ------ |
| Commune        | 7,7 % | 5,8 % | 10,1 % |
| Département    | 7,7 % | 9,4 % | 9,8 %  |
| France entière | 8,3 % | 10 %  | 10 %   |

En 2018, la population âgée de 15 à 64 ans s'élève à 104 personnes, parmi lesquelles on compte 79,8 % d'actifs (69,7 % ayant un emploi et 10,1 % de chômeurs) et 20,2 % d'inactifs,. En  2018, le taux de chômage communal (au sens du recensement) des 15-64 ans est supérieur à celui de la France et du département, alors qu'il était inférieur à celui de la France en 2008.
La commune est hors attraction des villes,. Elle compte 6 emplois en 2018, contre 15 en 2013 et 14 en 2008. Le nombre d'actifs ayant un emploi résidant dans la commune est de 73, soit un indicateur de concentration d'emploi de 8,3 % et un taux d'activité parmi les 15 ans ou plus de 51,9 %.
Sur ces 73 actifs de 15 ans ou plus ayant un emploi, 3 travaillent dans la commune, soit 4 % des habitants. Pour se rendre au travail, 92,9 % des habitants utilisent un véhicule personnel ou de fonction à quatre roues, 1,4 % les transports en commun, 4,2 % s'y rendent en deux-roues, à vélo ou à pied et 1,4 % n'ont pas besoin de transport (travail au domicile).

## Culture locale et patrimoine

### Lieux et monuments

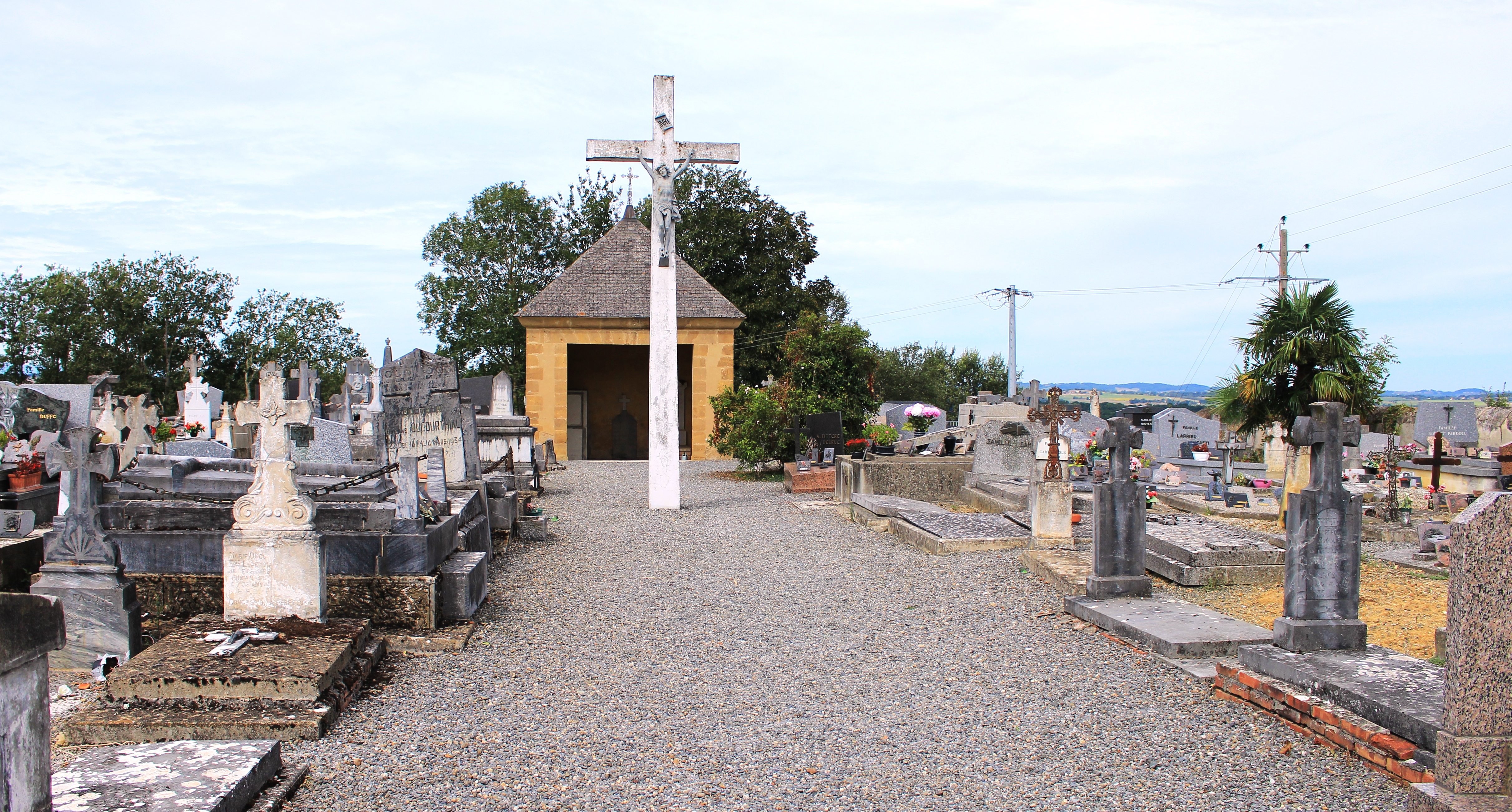
Le cimetière.

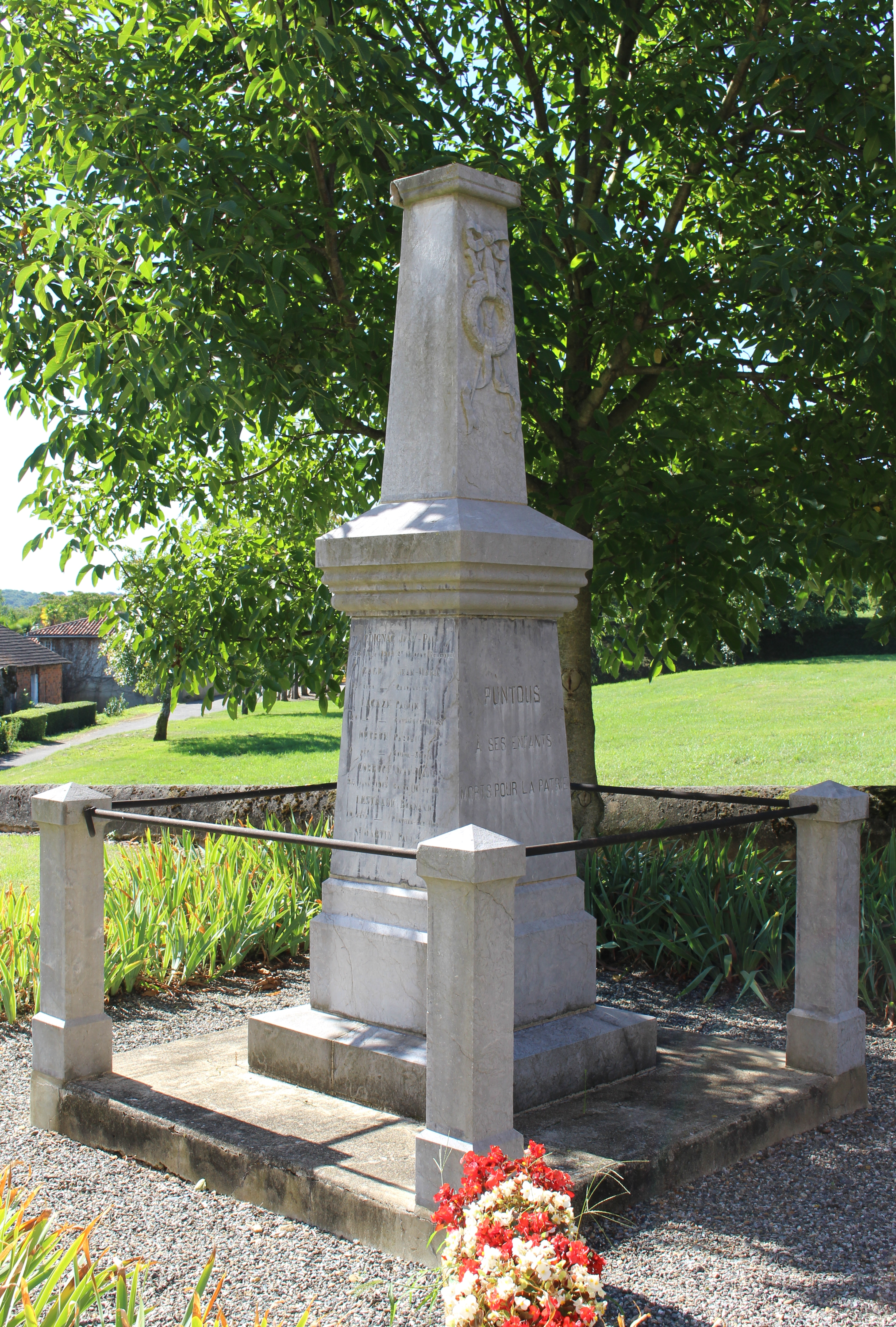
Le monument aux morts municipal.

- Église Saint-Pierre de Puntous.

Sélection de vues de l'église Saint-Pierre de Puntous.
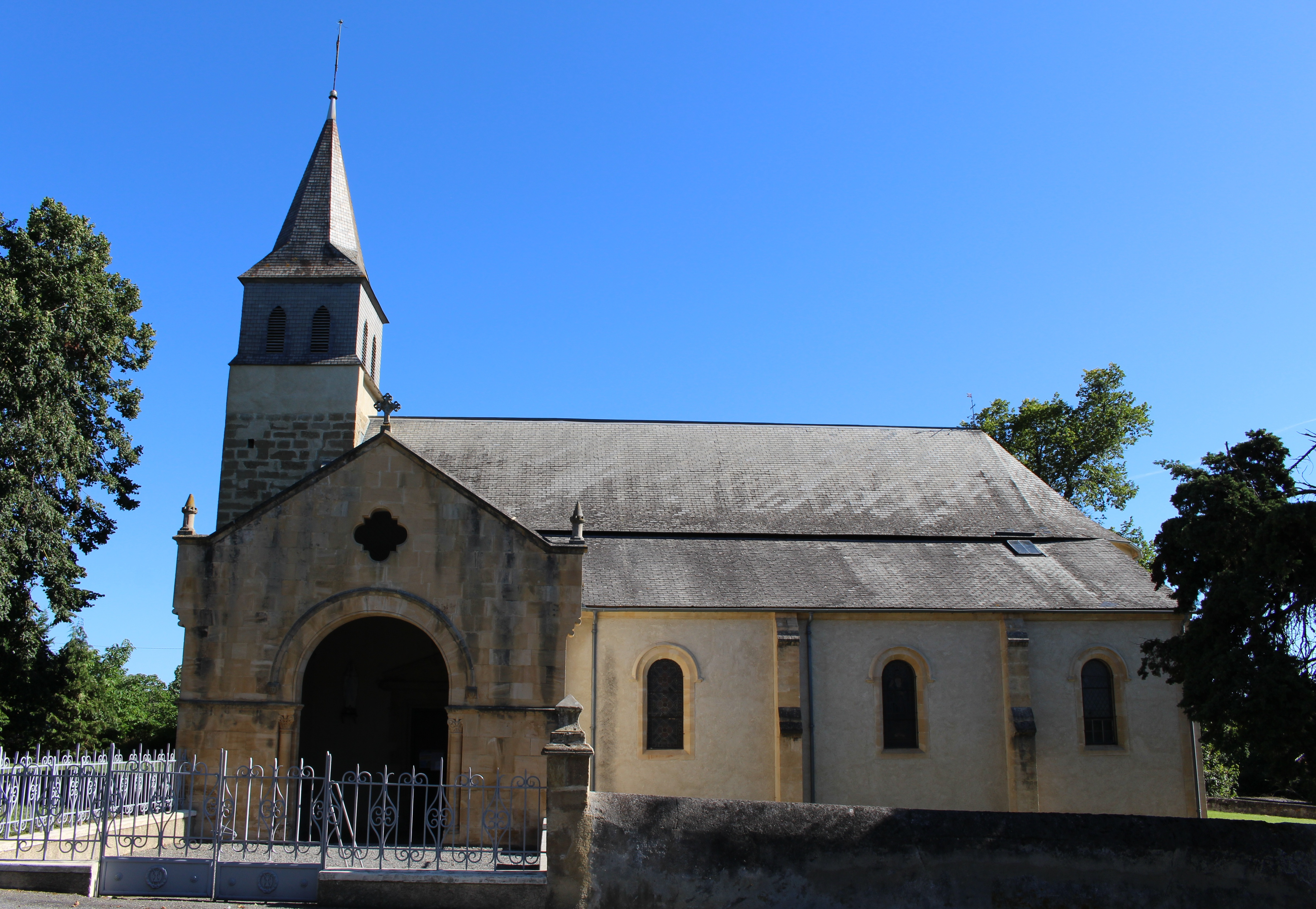
L'église en 2015.
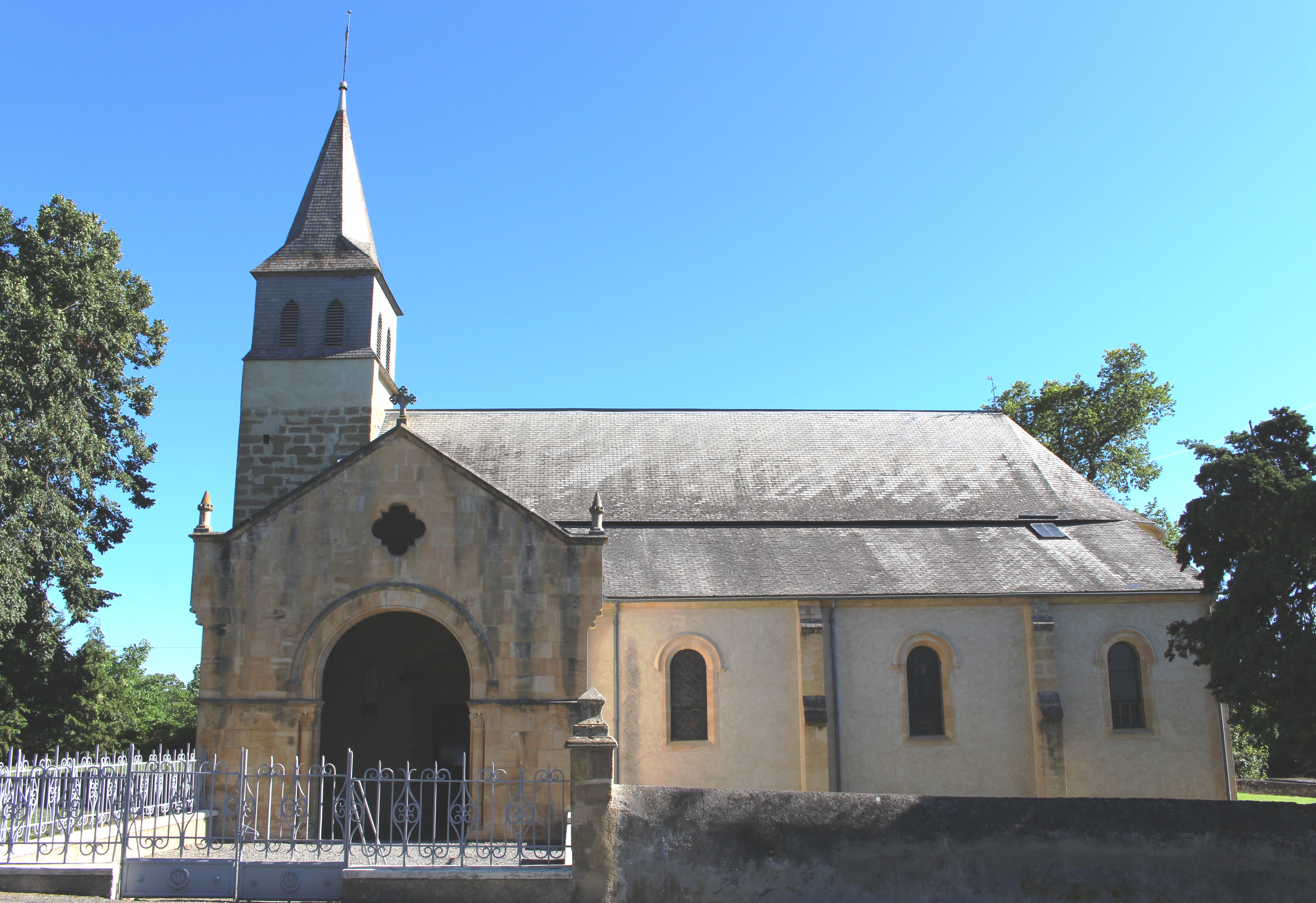
L'église en 2020.
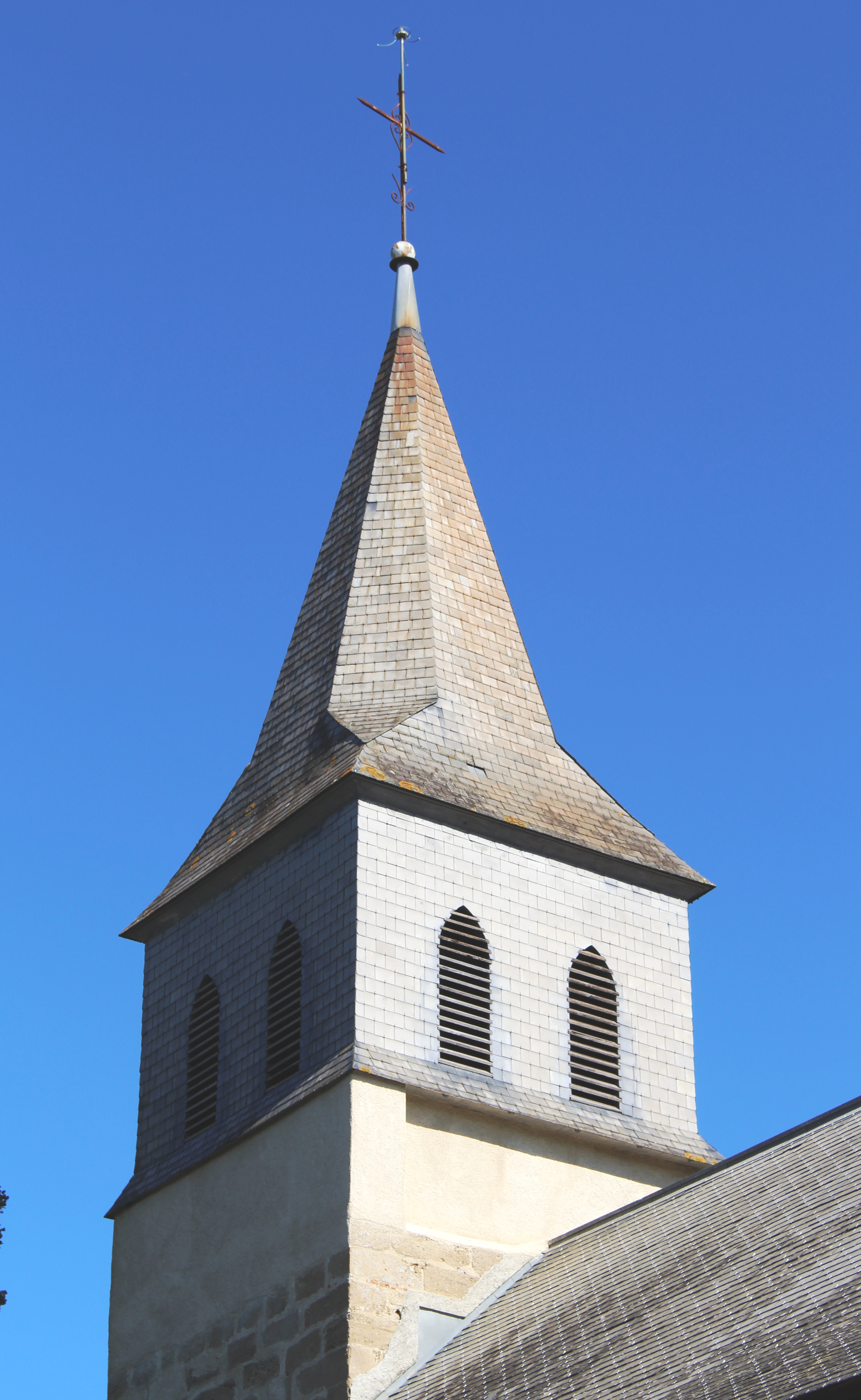
Le clocher.
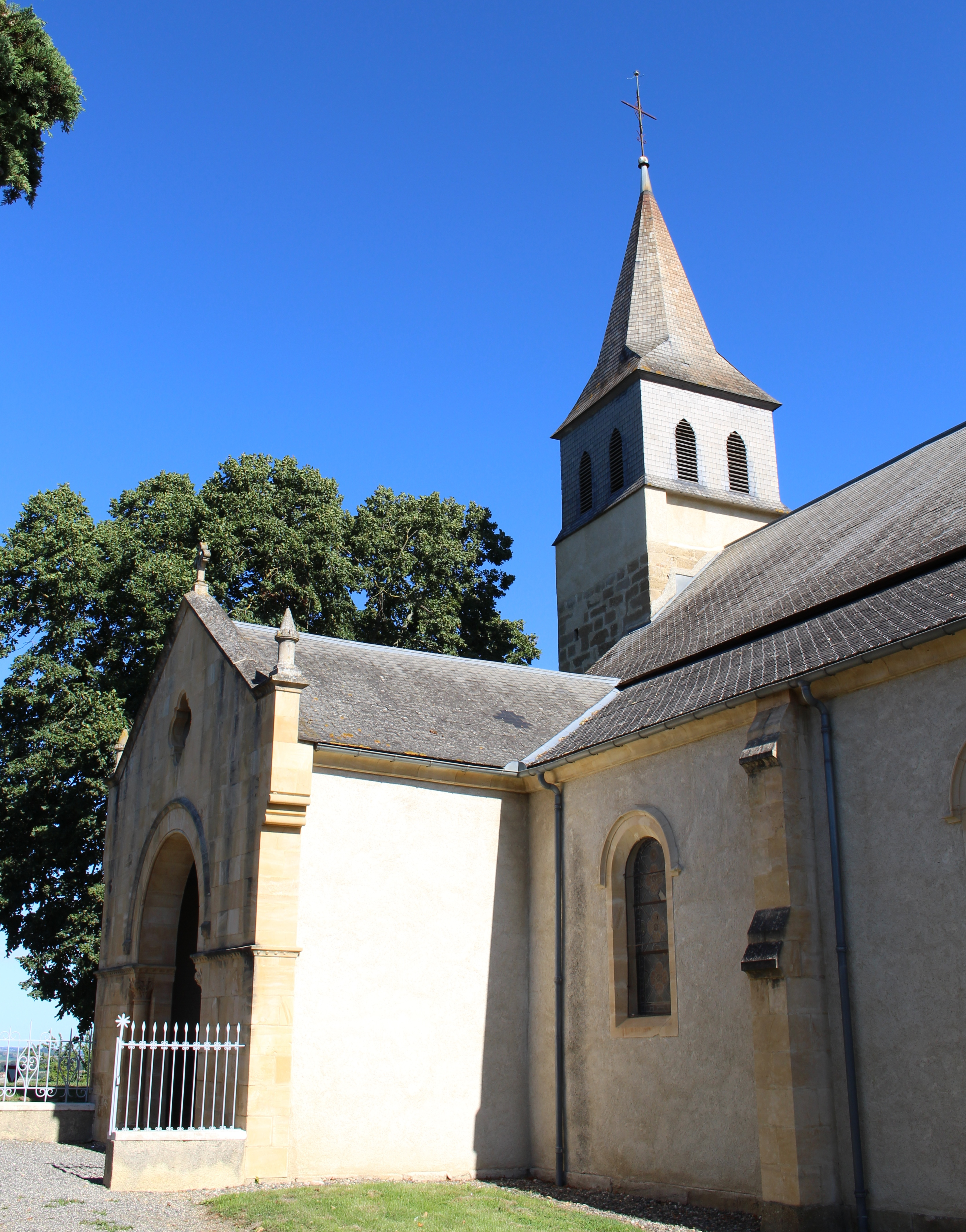

### Héraldique
| Blason | Blasonnement : D'azur au mont d'argent sommé d'une croix latine d'or. |